# Sóc Allen
Sóc Allen, tên khoa học Sciurus alleni, là một loài động vật có vú trong họ Sóc, bộ Gặm nhấm. Loài này được Nelson mô tả năm 1898. Chúng là loài đặc hữu của miền Bắc México.